# Uncaria rhynchophylla
Espèce
Classification phylogénétique
Uncaria rhynchophylla, le Gou teng, est une espèce de plantes à fleurs de la famille des Rubiaceae. C'est une liane utilisée dans la pharmacopée traditionnelle chinoise pour clarifier le foie et abaisser le Yang.
Elle est originaire de Chine, du Japon, du Bangladesh, d'Inde, du Laos, de Birmanie, de Thaïlande et du Viêt Nam.

## Synonymes
- Nauclea rhynchophylla Miq.
- Ourouparia rhynchophylla (Miq.) Matsum.
- Uncaria rhynchophylloides F.C.How